# Radio El Boss
Radio El Boss est une « radio-friterie » belge située à Obourg active depuis 2007. 
En juillet 2008, et malgré une manifestation du vendredi 4 juillet 2008, Radio El Boss doit disparaître de la FM à cause du plan « fréquences 2008 ».
Deux descentes de l'IBPT avec confiscation du matériel ont été effectuées en septembre 2009 et en janvier 2010, mais la radio illégale refuse le silence.

### Autres articles
- Radios belges disparues
- Radio libre en Belgique